# Танцюйте, дурні, танцюйте
«Танцюйте, дурні, танцюйте» (англ. Dance, Fools, Dance) — американський докодексовий повнометражний фільм студії Metro-Goldwyn-Mayer 1931 року. У головних ролях Джоан Кроуфорд, Кларк Ґейбл, та Лестер Вейл — це перший із восьми фільмів, у котрих Кроуфорд та Ґейбл зіграли разом. У кінострічці оповідається про журналіста, який розслідує вбивство колеги. Історія та діалоги створені Ауранією Гувроль, режисер — Гаррі Бомонт.

## Сюжет
Колишня світська левиця, тепер репортер Бонні Джордан (Кроуфорд), брат якої Родні (Вільям Бейквел) пов'язаний з пивозбутною бандою. Родні керує автомобілем, з якого розстрілюють конкуруючу банду. Колега Бонні, журналіст Берт Скрентон (Кліфф Едвардс), був убитий, коли дізнається занадто багато. Ватажок банди Джейк Люва (Ґейбл) підозрюється у вбивстві Скрентона і Бонні береться за розслідування, ризикуючи своїм життям, щоб дізнатись більше інформації про операції банди. У фіналі злочинці притягнуті до відповідальності. У сюжеті також розгортаються романтичні стосунки Бонні з другом-мільйонером (Валі).

## У ролях
- Джоан Кроуфорд — Бонні
- Лестер Вейл — Боб
- Кліфф Едвардс — Берт Скрентон
- Вільям Бейкуелл — Родні
- Вільям Голден — Стенлі Джордан
- Кларк Гейбл — Джейк Лува
- Ерл Фокс — Воллі
- Пернелл Претт — Паркер
- Гейл Гамільтон — Селбі
- Наталі Мургед — Делла
- Джоан Марш — Сільвія
- Расселл Гоптон — Вайті

## Реакція
Photoplay прокоментував: «Знову Джоан Кроуфорд доводить звання великої драматичної актриси. Ця історія … це сентиментальність, але це хороша сентиментальність і Джоан наповну вдихає життя у характер своєї героїні.»

## Історична довідка
Фільм створено за мотивами реальних подій, які відбувалися в Чикаго, таких як вбивство репортера Джейка Лінґа та Різня в День Святого Валентина (див. Аль Капоне).